# Gazella spekei
Gazelle de Speke
Espèce
Statut de conservation UICN

 EN A2cd : En danger
La gazelle de Speke (Gazella spekei) est une espèce d'antilopes africaine, la plus petite des gazelles. Elle tient son nom à l'explorateur britannique John Hanning Speke (1827-1864).